# رکوردز ۱۰۱۷
رکوردز ۱۰۱۷ (انگلیسی: 1017 Records) شرکت نشر موسیقی آمریکایی است، که در سال ۲۰۰۷ توسط گوچی مان تأسیس شد.